# Lac Trenche
Lac Trenche är en sjö i Kanada.   Den ligger i regionen Saguenay–Lac-Saint-Jean och provinsen Québec, i den östra delen av landet, 400 km norr om huvudstaden Ottawa. Lac Trenche ligger 509 meter över havet. Arean är 4,0 kvadratkilometer. Den sträcker sig 6,2 kilometer i nord-sydlig riktning, och 3,1 kilometer i öst-västlig riktning.
I omgivningarna runt Lac Trenche växer i huvudsak blandskog. Trakten runt Lac Trenche är nära nog obefolkad, med mindre än två invånare per kvadratkilometer.